# Campo de Santana (Rio de Janeiro)

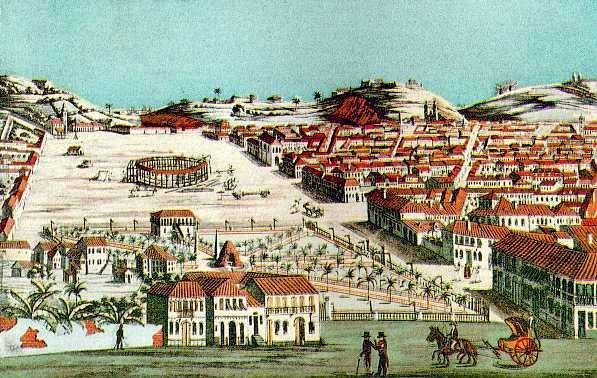
Campo de Santana em pintura de Franz Josef Frühbeck de 1818

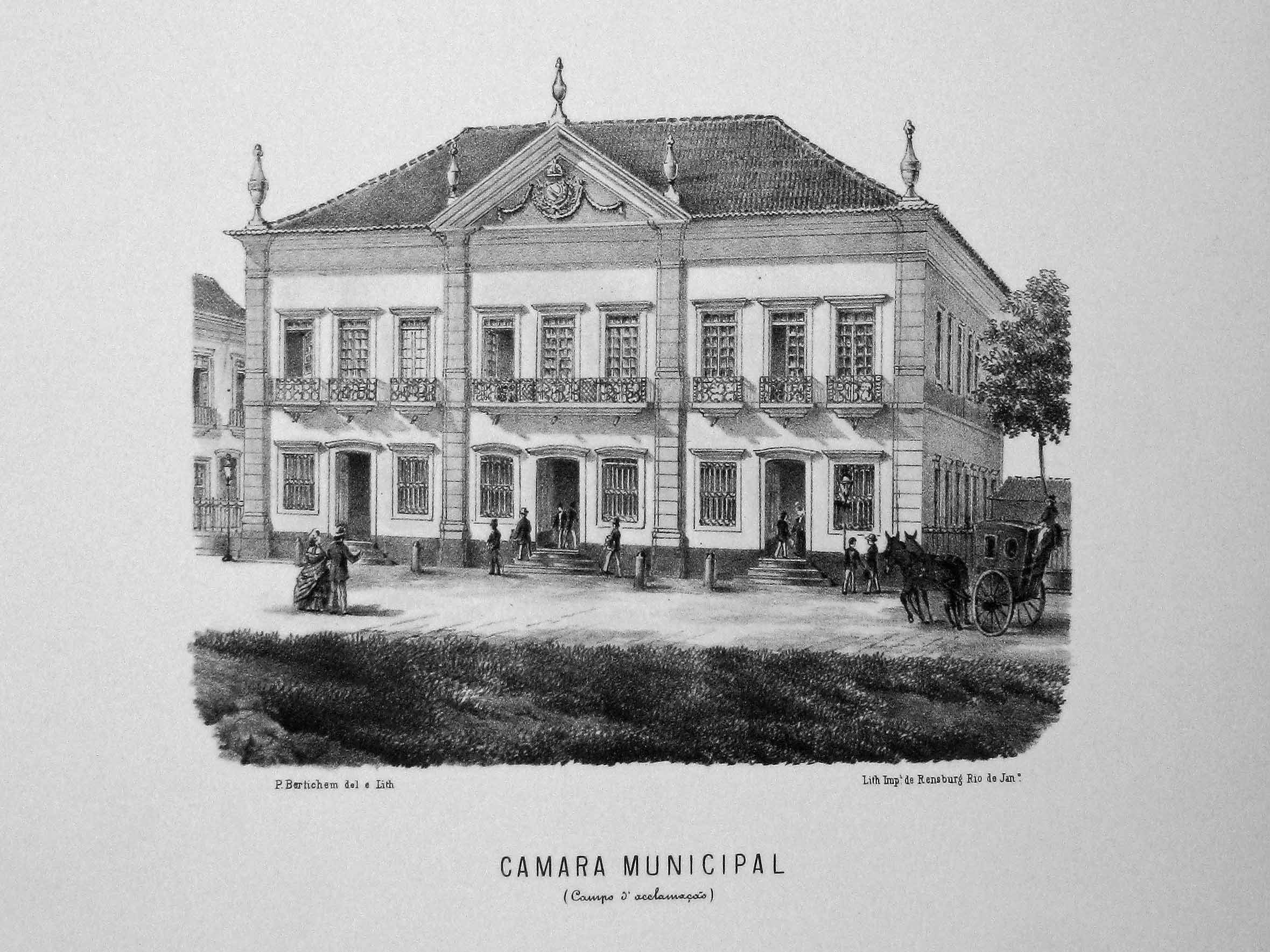
Desenho de 1856 retratando a antiga câmara municipal, que se localizava na praça

O Campo de Santana, também conhecido como Praça da República, é um parque localizado no Centro do município do Rio de Janeiro, no estado do Rio de Janeiro, no Brasil. O nome da praça é uma referência ao fato de ela se localizar nas proximidades de onde ocorreu a proclamação da República do Brasil em 1889.

## História

### Origem
Nos tempos coloniais, a área não urbanizada da cidade, antes da zona rural, "semeada de charcos, brejos e alagados" era conhecida como "Campo da Cidade", mais tarde "Campo de São Domingos". Com a urbanização desse vasto campo, restaram como áreas livres o Rossio Grande (Praça Tiradentes), Largo de São Francisco de Paula e Campo de Santana.

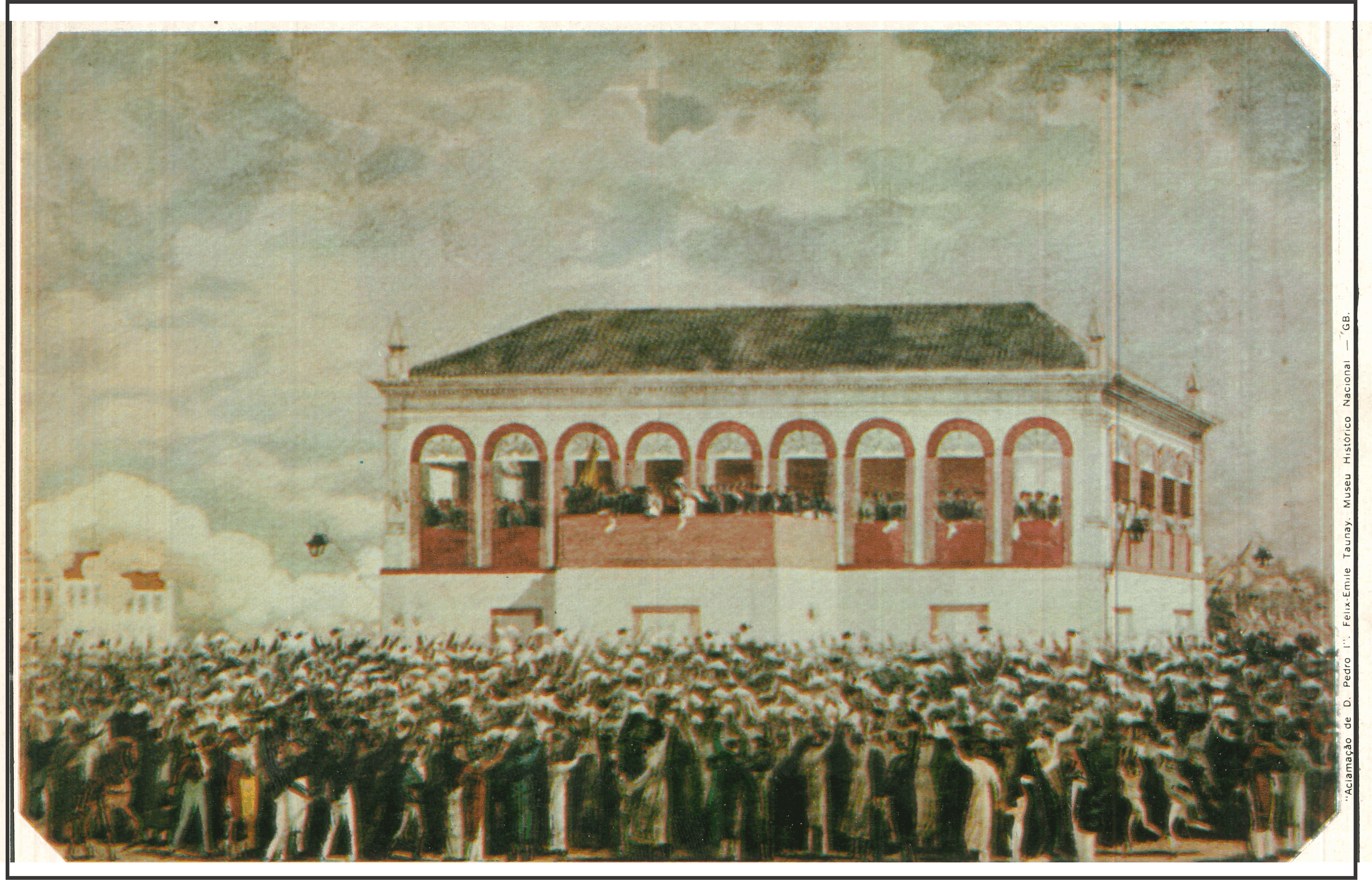
Vista do palacete do Campo de Santana na pintura Aclamação de D. Pedro I, de Félix-Émile Taunay, 1822. A pintura retrata o palacete do Campo de Santana em que o imperador e autoridades aparecem na varanda principal do andar térreo e o povo na praça durante o evento de aclamação em 12 de novembro de 1822.

A denominação "Campo de Santana" originou-se em 1753 da igreja ali construída, local de grande afluência de devotos, que foi demolida em 1854 para dar lugar à primeira estação ferroviária urbana do Brasil, a Estação Dom Pedro II. Em 1941, no lugar da antiga estação, foi inaugurada a atual Estação Central do Brasil.

Projeto de ajardinamento do Campo da Aclamação (1872).

No seu entorno, foram erguidos importantes edifícios como: o Palácio do Conde dos Arcos (1819), que foi sede por cem anos do Senado brasileiro, hoje o prédio abriga a Faculdade Nacional de Direito da UFRJ, o prédio do Comando do Exército (1811), a sede da Prefeitura, a sede do corpo de bombeiros, a Escola Municipal Rivadávia Correia, a Casa da Moeda do Brasil (1863) - atual Arquivo Nacional, a Rádio MEC, e a Igreja de São Gonçalo Garcia e São Jorge.
A região foi palco de momentos marcantes da história do país, como a aclamação do imperador Pedro I do Brasil, a Proclamação da República Brasileira (a casa de Deodoro da Fonseca ficava em frente ao Campo de Santana) e os protestos da Revolta da Vacina.

### Estrutura atual
Em 1942, com a construção da Avenida Presidente Vargas, que derrubou algumas das construções do entorno, a praça foi dividida em duas. Do lado do Palácio Duque de Caxias, reconstrução do Comando do Exército datada de 1937 e sede do Comando Militar do Leste do Exército brasileiro, foi construído o Panteão Duque de Caxias. Em todos os desfiles das comemorações da Independência do Brasil, alí é montado o palanque das autoridades. No lado oposto, ficam os jardins do Campo de Santana, grande passeio público arborizado e urbanizado no início do século XIX. A sua reforma iniciou-se em 1873 e foi completada em 1880, seguindo projeto do paisagista francês Auguste François Marie Glaziou. Na área, é possível encontrar diversas espécies de animais, como cutias, gansos, patos-do-mato e pavões.
Atualmente, a praça encontra, em suas extremidades, as ruas que dão fim à rua da alfândega, a rua Frei Caneca (em frente ao Quartel-central do Corpo de Bombeiros), a rua Moncorvo Filho (próximo ao campus da Faculdade Nacional de Direito da UFRJ), além da Avenida Presidente Vargas.
O parque foi tombado, em 1968, pelo Instituto Estadual do Patrimônio Cultural (INEPAC) e, em 2012, o Instituto do Patrimônio Histórico e Artístico Nacional (Iphan) também anunciou o tombamento do parque.

Campo de Santana
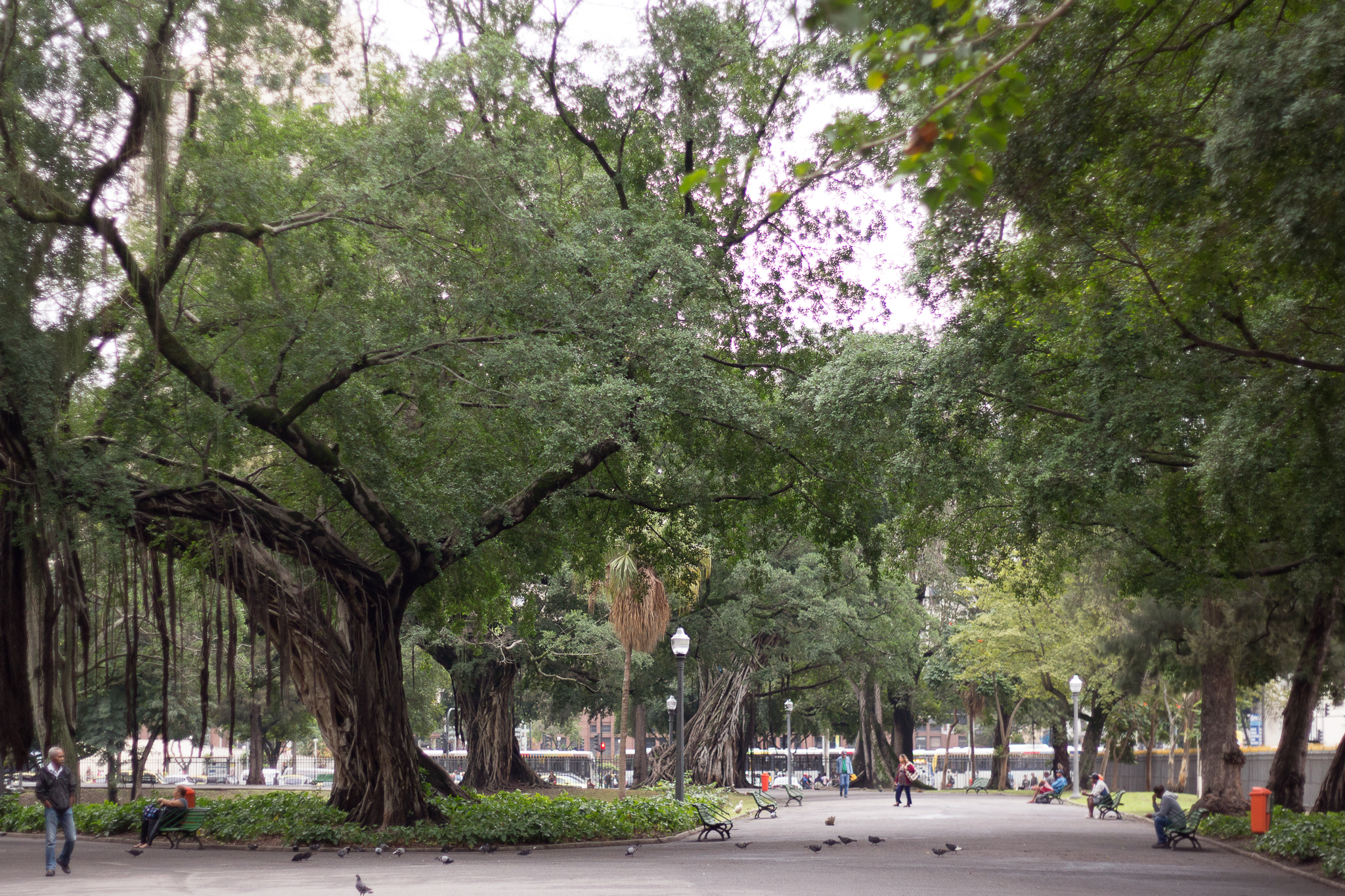
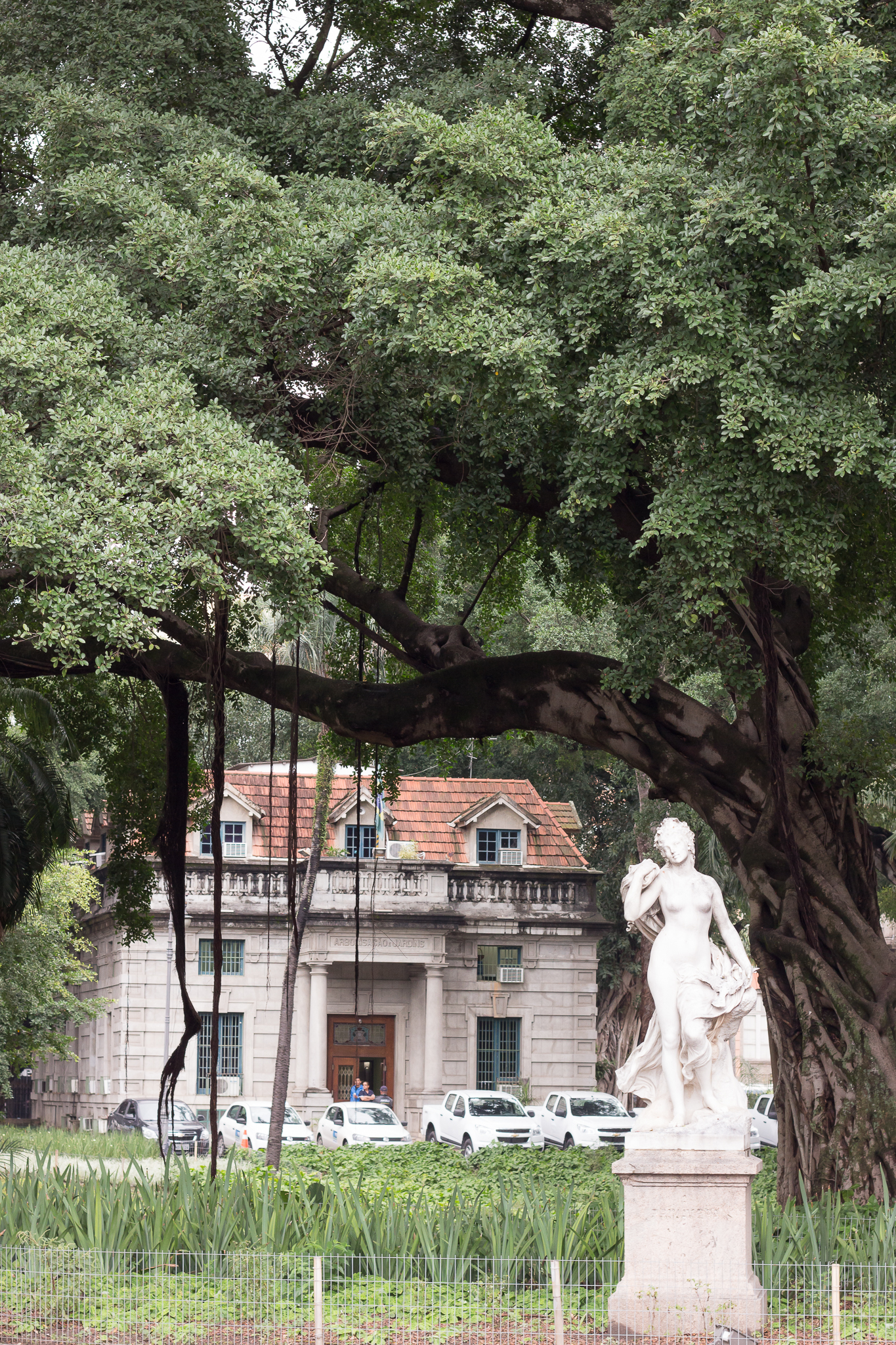
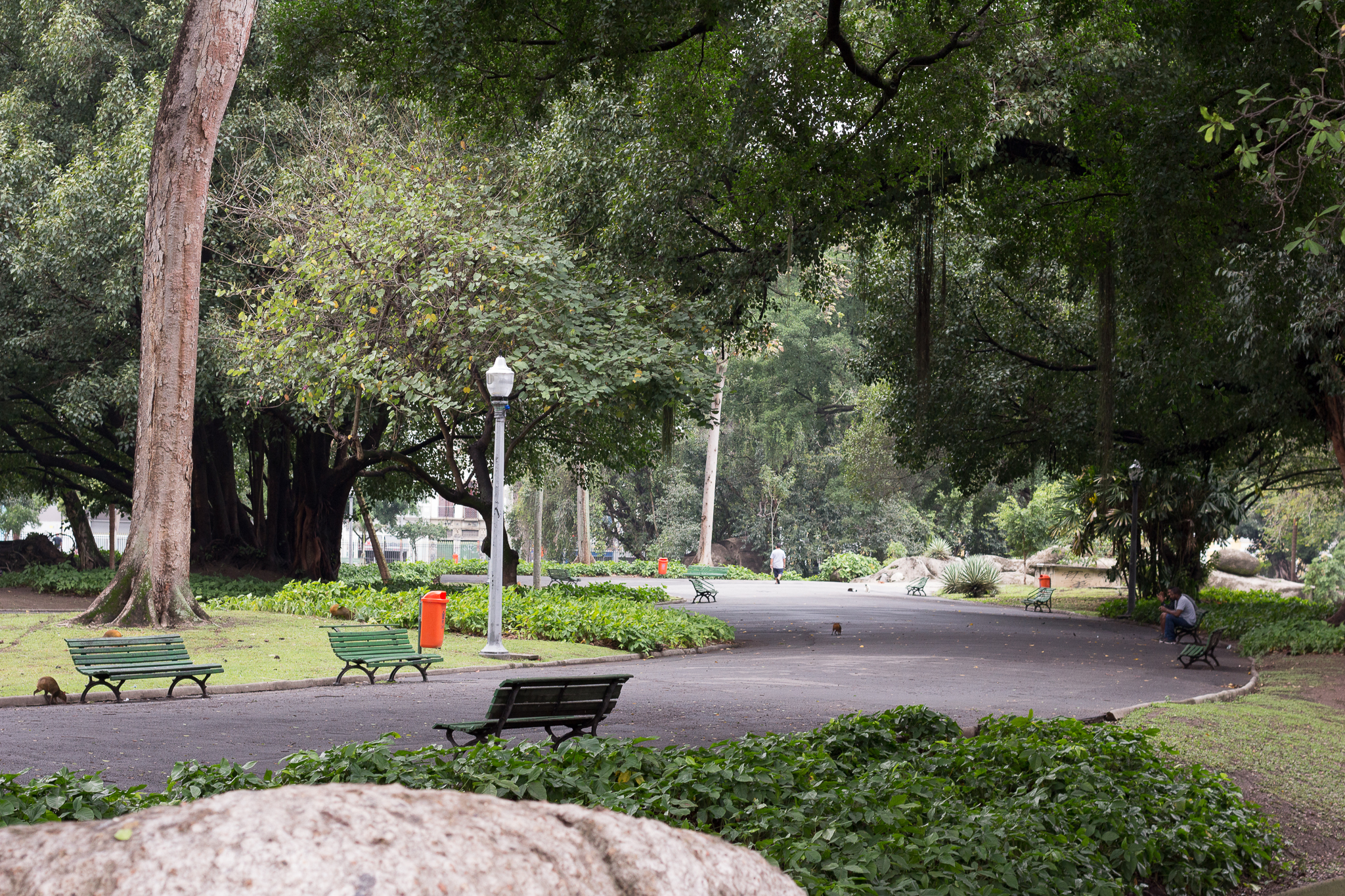
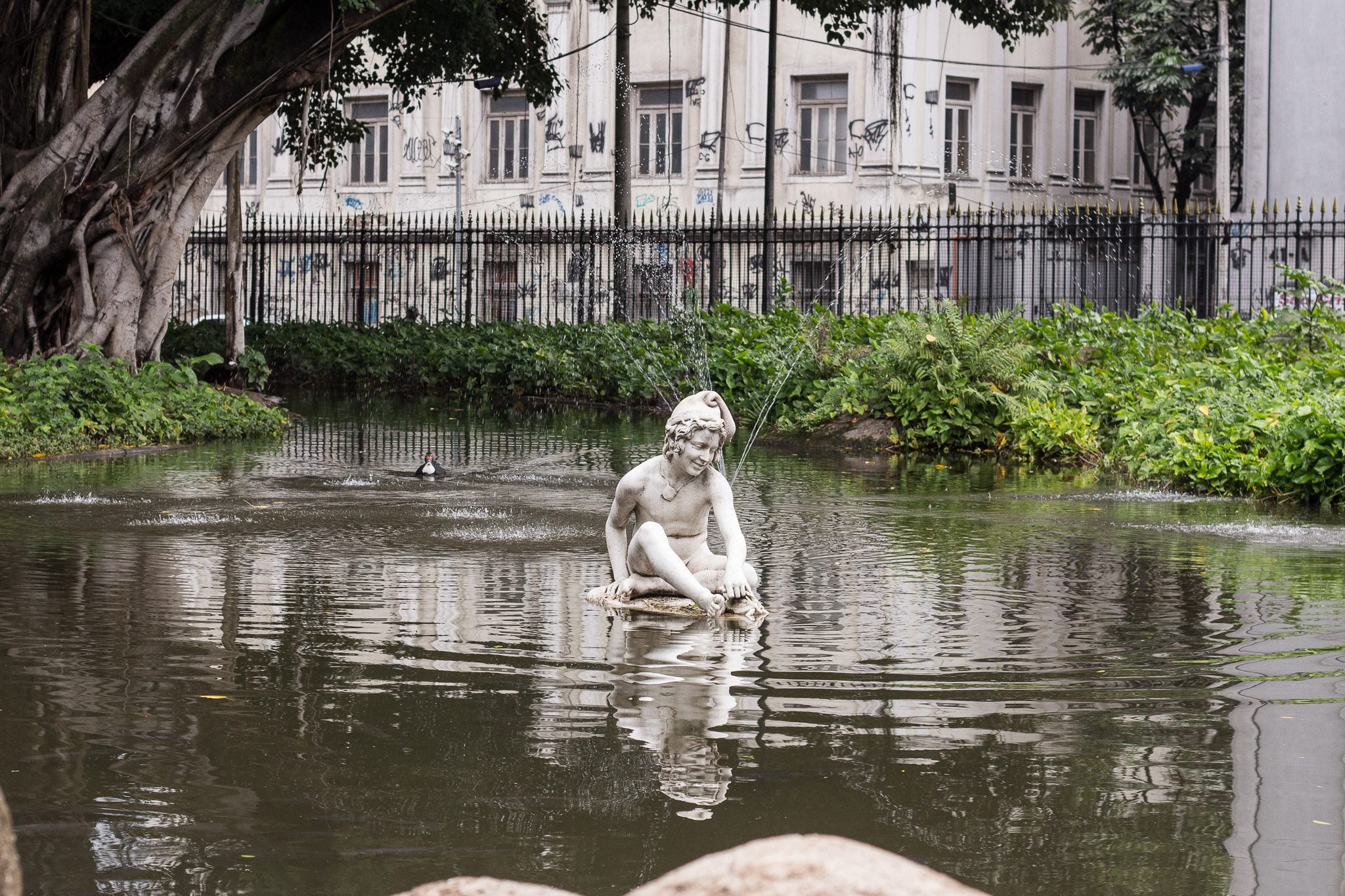
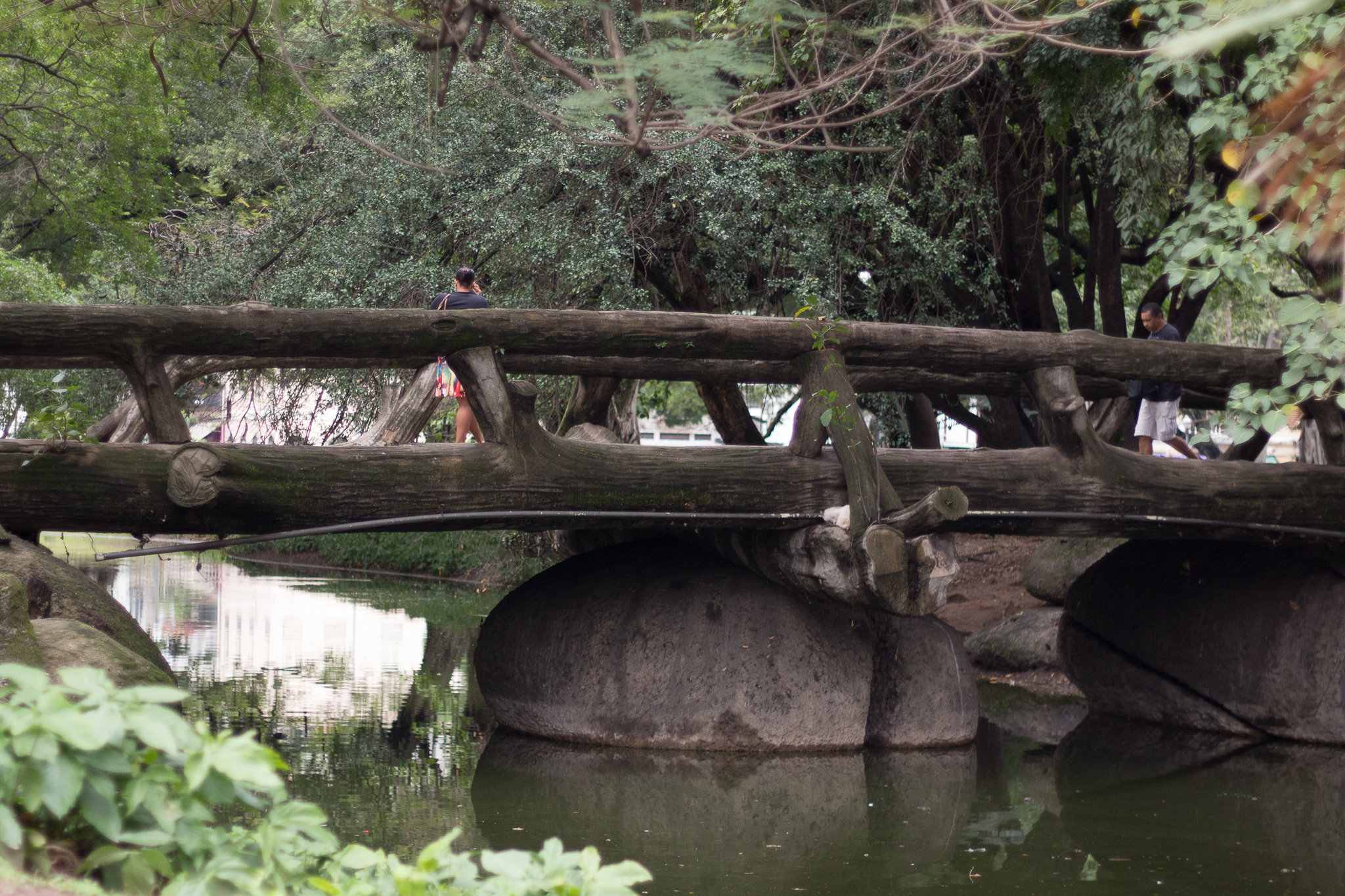
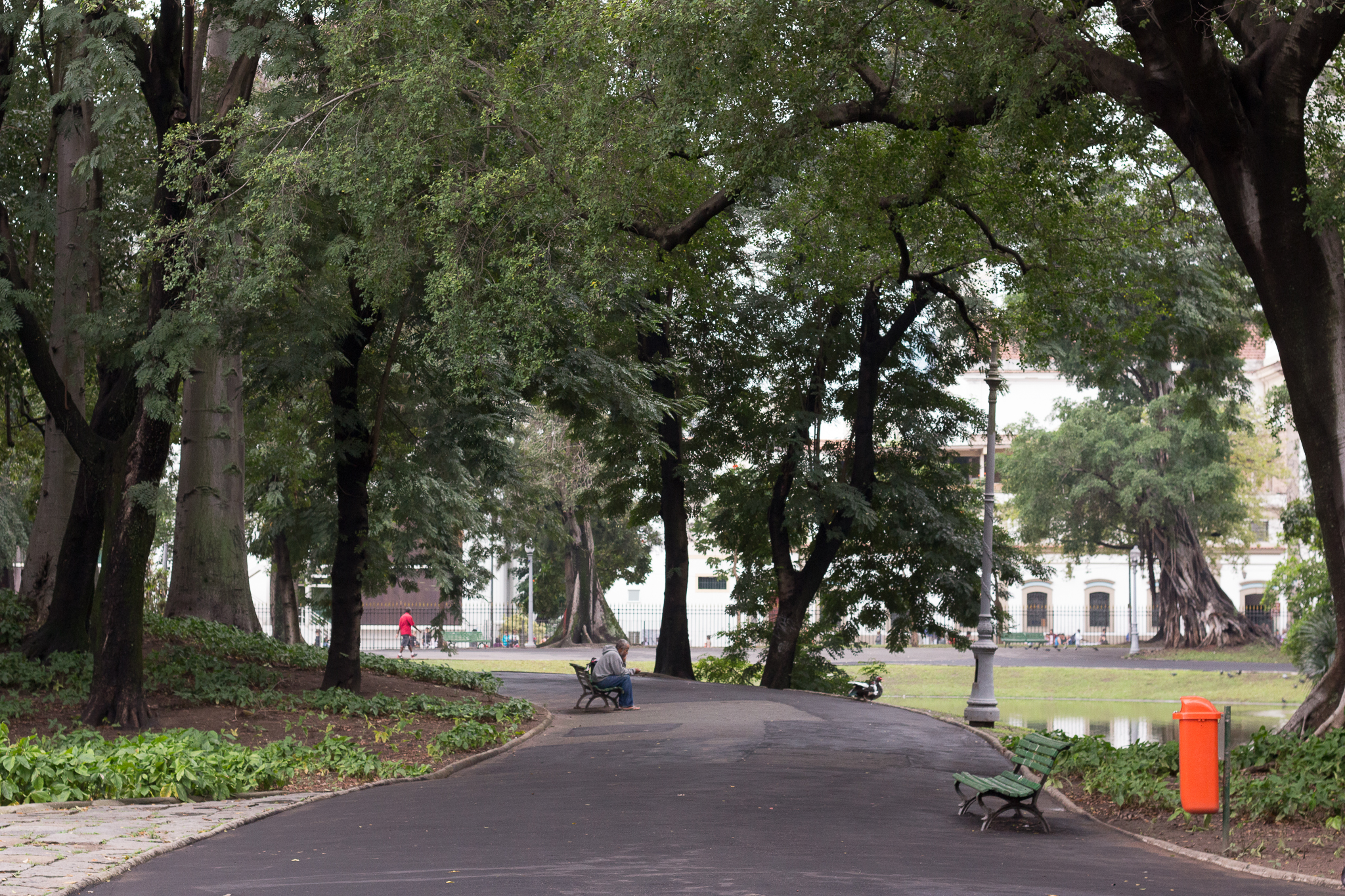
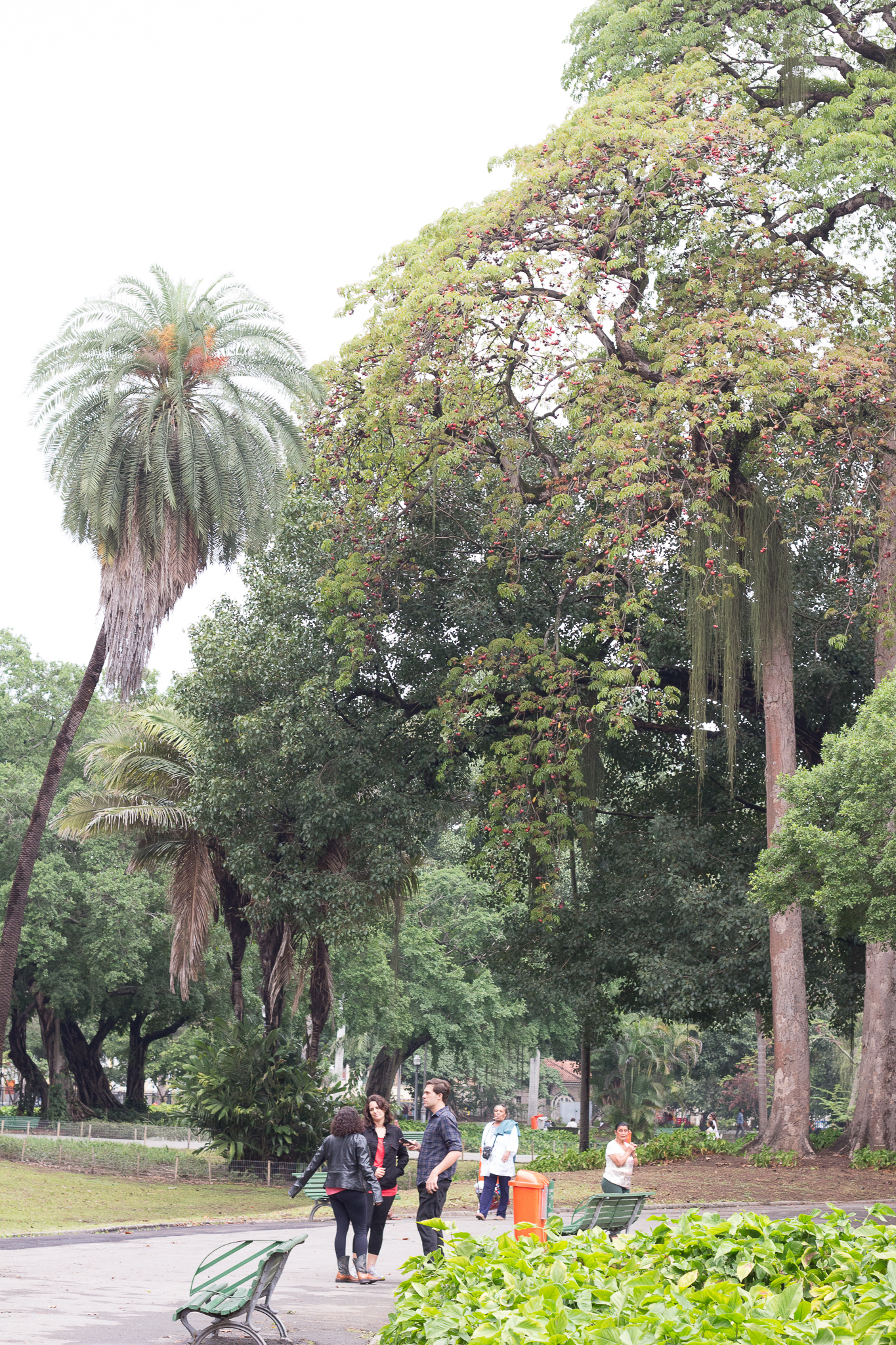
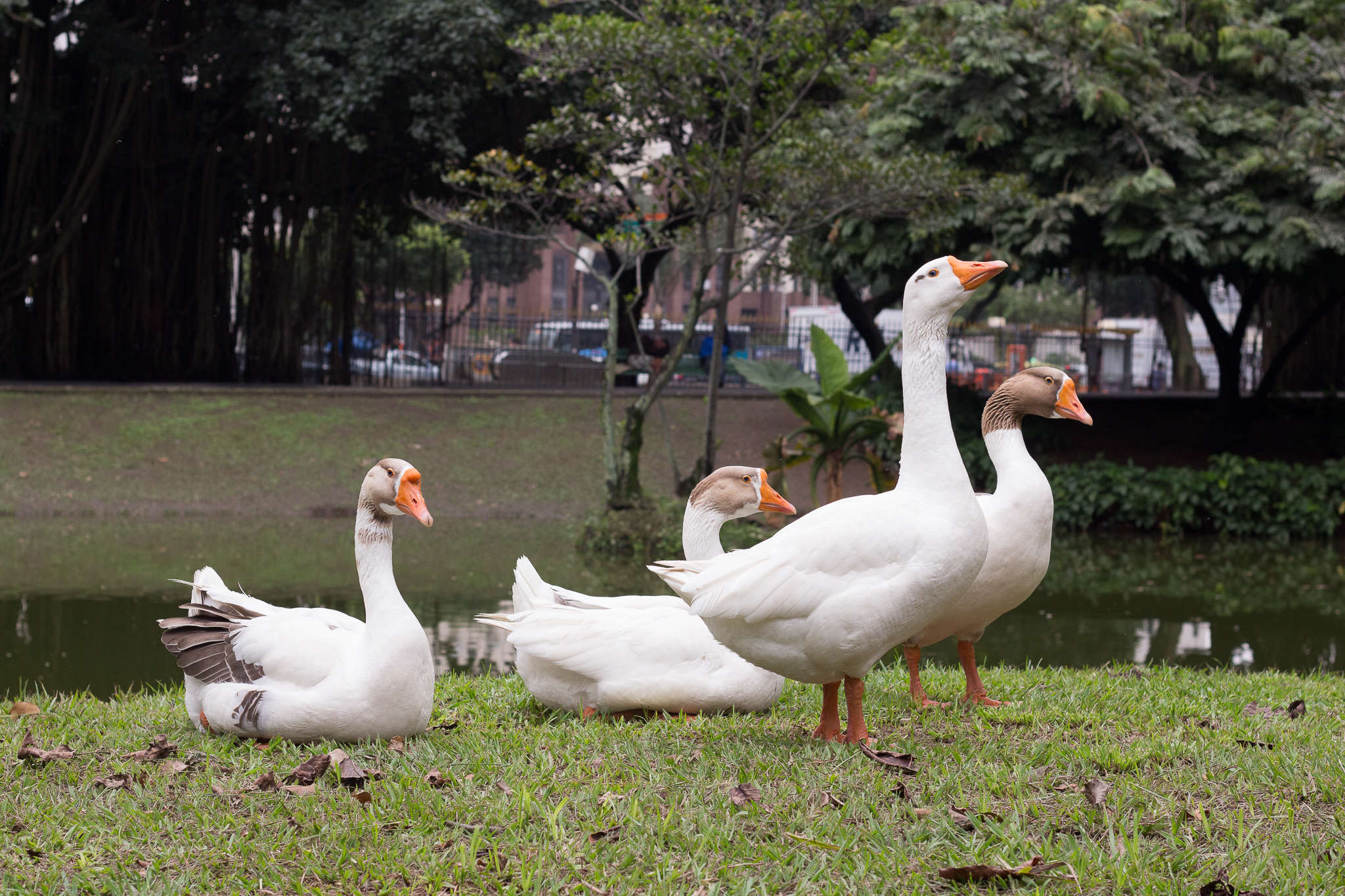
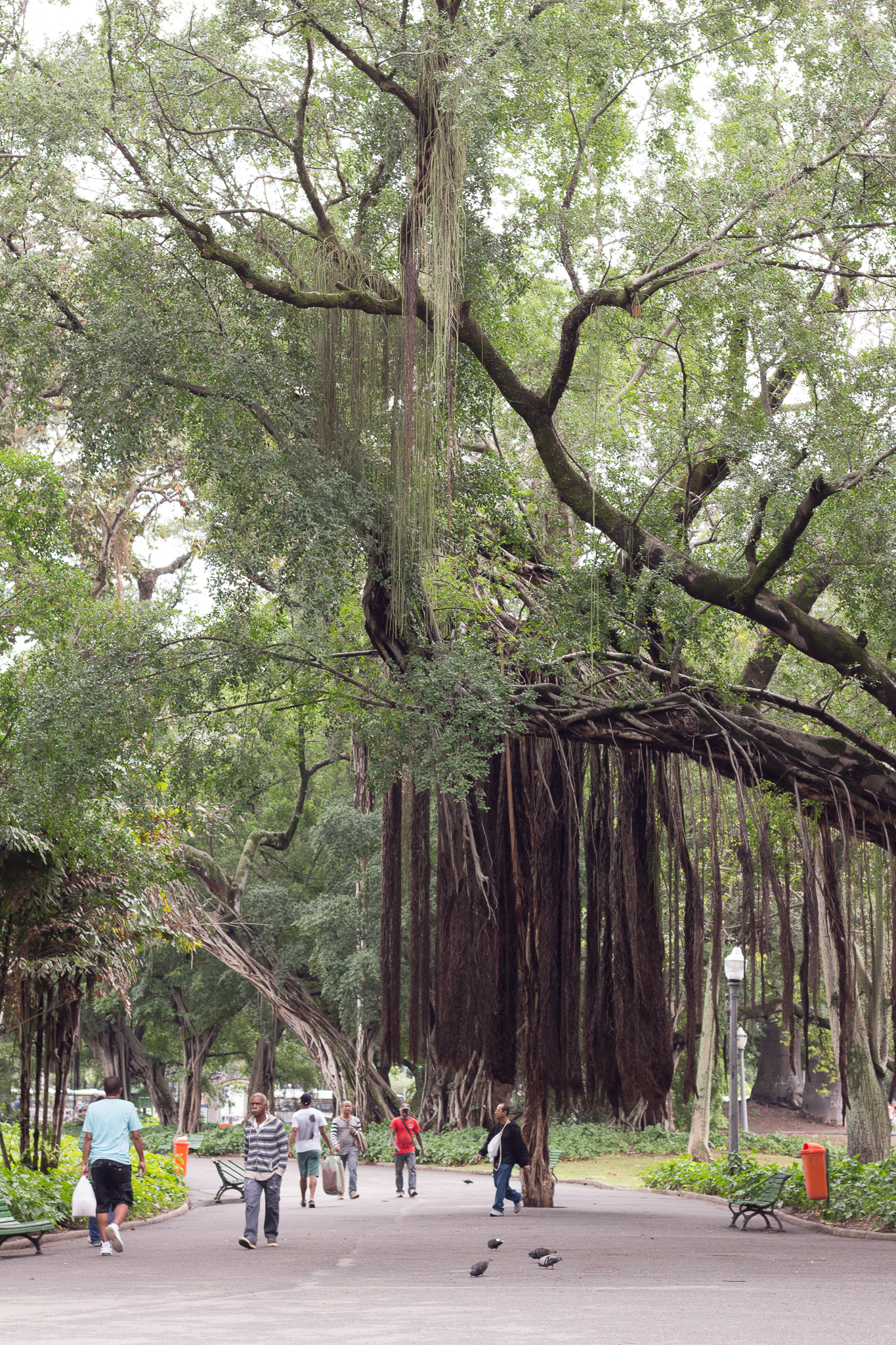
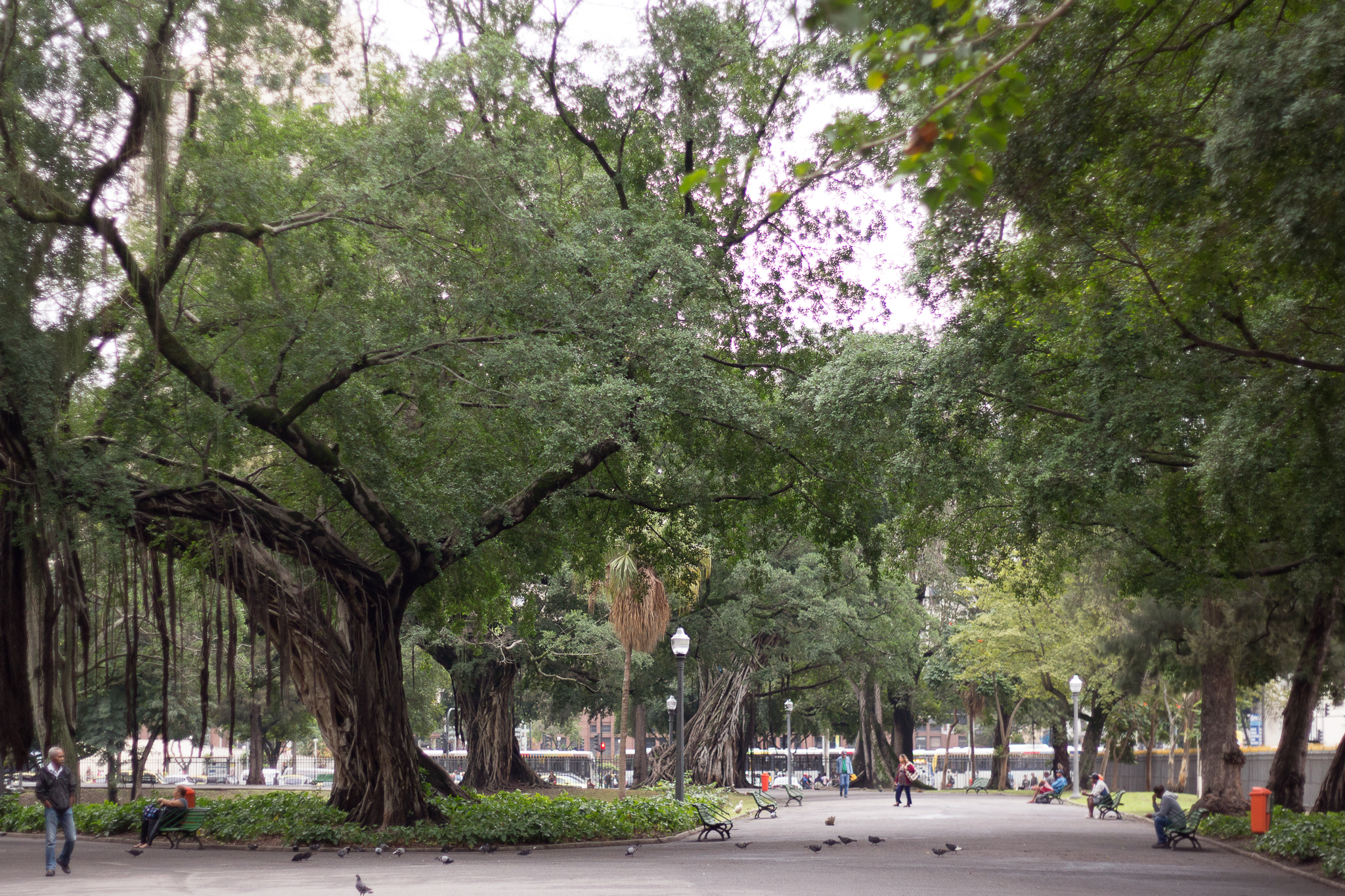
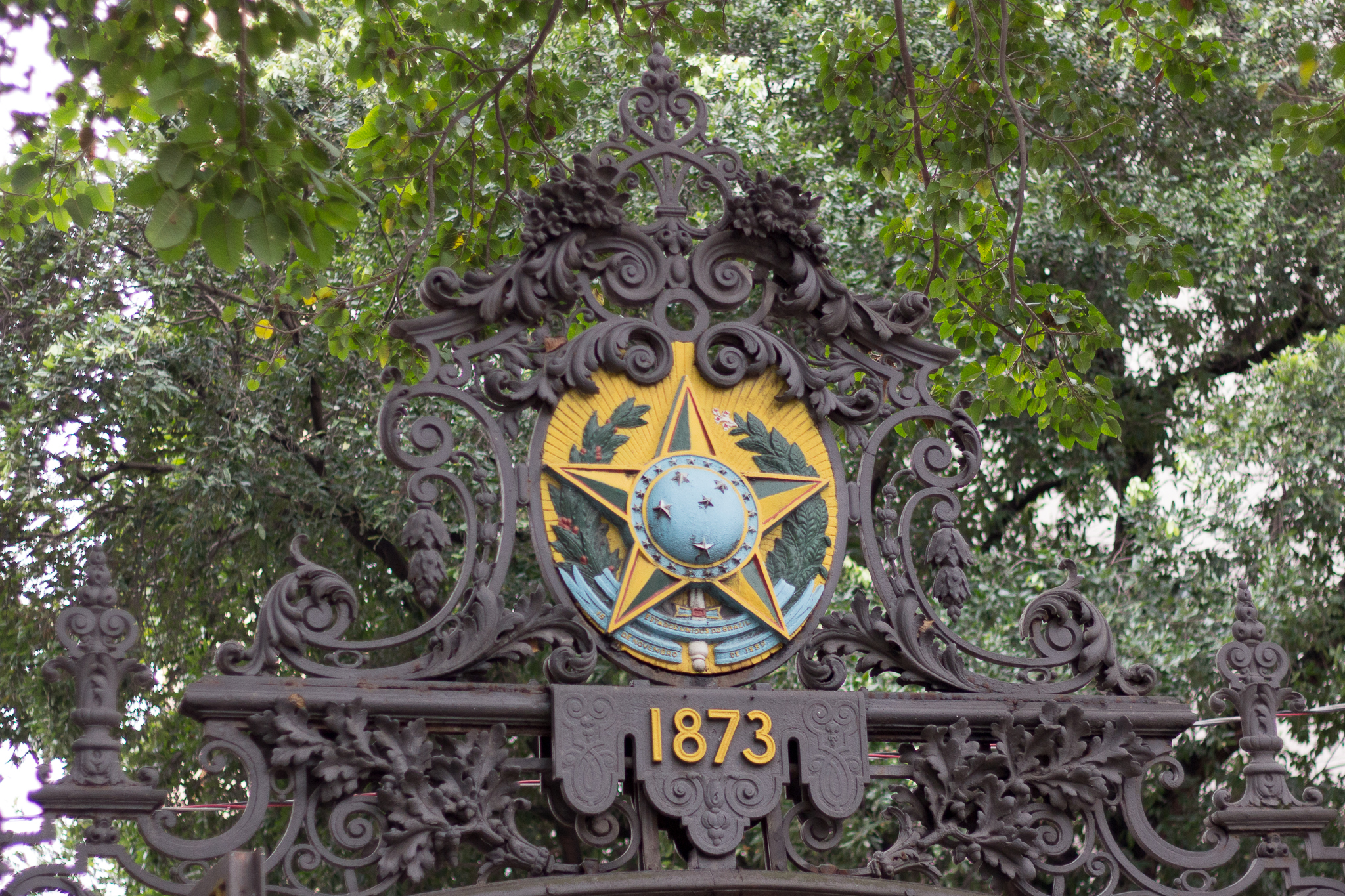
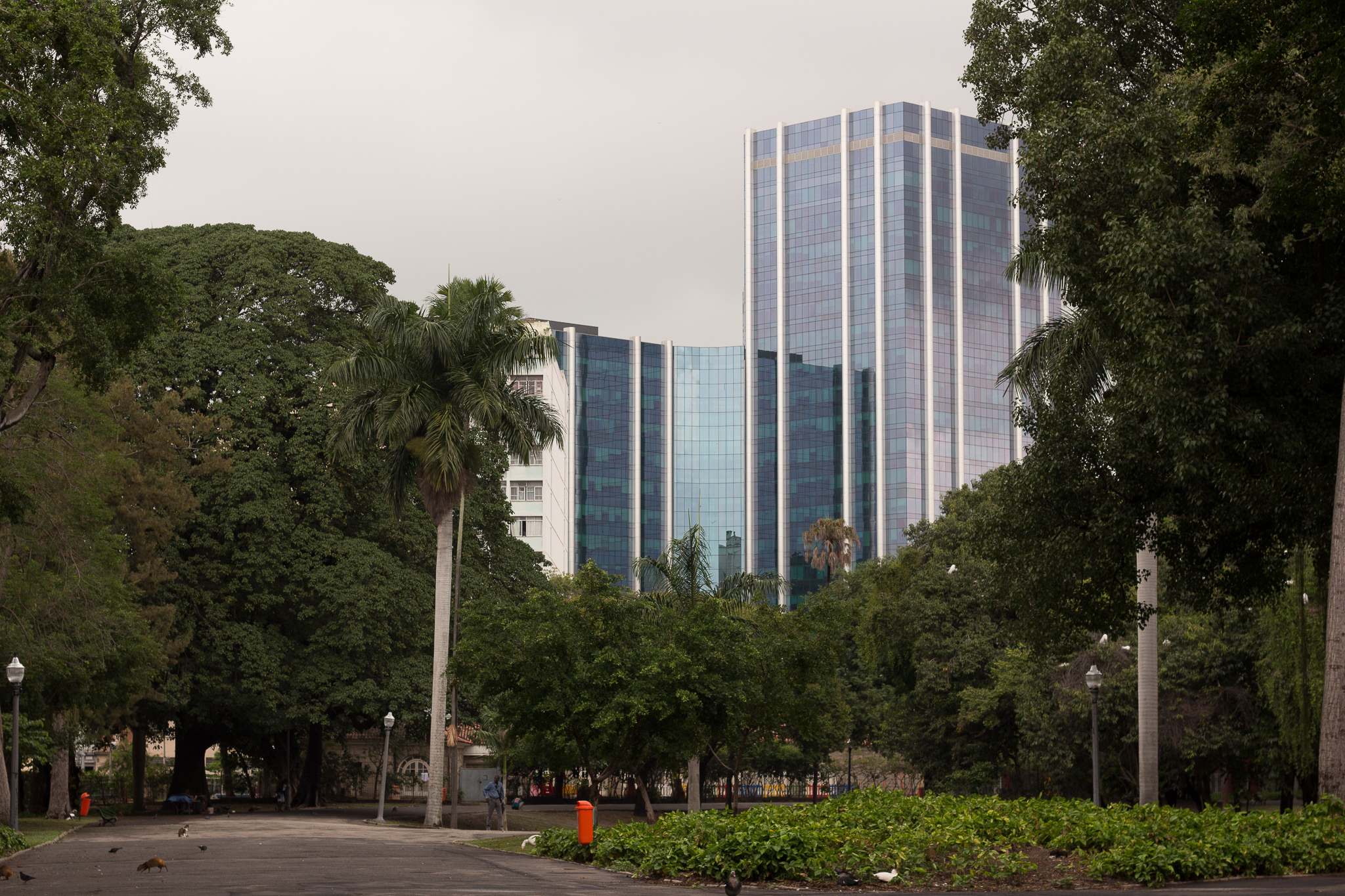

## Monumentos
Existem cerca de 13 monumentos listados pela Secretaria de Urbanismo. Os monumentos possuem homenagens a famosos como Benjamim Constant, Catulo da Paixão Cearense e Vicente Celestino, ao povo brasileiro e as estações do ano.

### As Quatro Estações
As quatro estações são de autoria de Paul Jean Baptista Gasq (inverno e verão) e Gustave Frédéric Michel (outono e primavera). Todas foram inauguradas em 1906.

#### Verão
É uma escultura neoclássica de um homem em mármore, protegendo os olhos do sol.

#### Outono
É uma escultura de uma mulher olhando em direção a uma cesta de vime cheia de frutas.

#### Inverno
Trata-se de uma peça em mármore de carrara de um homem idoso, encolhido e coberto por um refinado planejamento da cabeça aos pés.

#### Primavera
É uma escultura representando uma mulher com movimentos leves e um pequeno sorriso segurando um arranjo de flores.

### Luta Desigual
Trata-se de grupo escultórico que representa o combate entre um homem e um felino. O conjunto está sobre uma pedra de rocaille, um dos elementos criados pelo paisagista francês Auguste Marie Glaziou. Foi criada por L. Despres. Não possui data certa de inauguração, mas a data provável de 1888.

### Pescador Napolitano
Escultura de um menino brincando com uma tartaruga em mármore. Esta peça é uma cópia da que foi apresentada no Salão de Paris em 1831. O original está no museu do Louvre.
Criada por François Rude. Não se sabe quando foi trazida para o Brasil e colocado no Campo de Santana.

### Pontes de Rocailles
Trata-se de duas pontes de rocailles (argamassa decorada) imitando grande troncos de árvores. Criada pelo artista Glaziou, foi inaugurada em 1888.

### Quiosques
De autoria desconhecida, trata-se de quatro quiosques de madeira, um dos poucos exemplares dos antigos quiosques que existiram nas ruas da Cidade, implantados pelo prefeito Pereira Passos para venda de pequenas mercadorias.

### Jovem Europa
Conjunto de 4 fontes, inaugurada em 1888, por Mathurin Moreau. Trata-se de um busto representando uma jovem figura feminina, em ferro fundido das Fundições de Val d´Osne, fixado em uma fonte stela também em ferro, de onde, através de uma bica, jorra água. São atualmente quatro peças no centro do parque.

### Benjamim Constant
Feita por Décio Vilares e Eduardo de Sá, foi inaugurada em 14 julho de 1926.
O monumento apresenta diversos fatos históricos ligados à pátria e humanidade. No alto, a figura da Humanidade, no centro, a figura de Benjamim Constant e a esposa trazendo a bandeira republicana. O Monumento foi oferecido à cidade pelo Sr. Amaro da Silveira.

### Vicente Celestino
Trata-se de representação da cabeça de fisionomia de Vicente Celestino, um agradecimento ao povo carioca. Foi inaugurada em 4 de agosto de 1970. A autoria é de Tito Bernucci.

### Catulo da Paixão Cearense
Trata-se de representação da cabeça de fisionomia de Sinhô, um agradecimento ao povo carioca. Foi inaugurada junto com o monumento Vicente Celestino em 4 de agosto de 1970, também escultura de Tito Bernucci.

### Sereia
É uma escultura de ferro fundido das Fundições do Val d´Osne, França. A peça é da figura de uma sereia segurando em uma das mãos um peixe, de onde jorra água. Feita por Provin Serres, foi, provavelmente, inaugurada junto com o parque em 1888. 

## Peças Desaparecidas
Consta-se que parte das esculturas estão faltando partes como no monumento erguido em homenagem a Benjamim Constant, onde falta algumas peças de bronze.

## Animais do Campo de Santana
O parque abriga animais como patos-do-mato, gansos, pavões, cutias. Em 2012, a maioria dos gatos foram transferido ao Gatil São Francisco de Assis a pedido de voluntários que os alimentavam ao Prefeito Eduardo Paes. O Gatil é mantido pela Prefeitura do Rio de Janeiro, com o argumento de que estariam mais protegidos. Porém, devido a quantidade de abandono, já se chegou ao mesmo número no Campo de Santana.

## Touradas
Ainda desconhecido de parte da população é o fato do parque ter sido palco de muitas touradas. Elas eram populares por aqui até que, em 1907, foram proibidas por um decreto do prefeito Sousa Aguiar. Encerrou-se assim prática que existia desde o século XVIII.

## Moradores de rua e usuários de drogas
O parque também é reduto de pessoas em situação de rua e de usuários de drogas, resultado da desigualdade social na cidade, o que gera queixas de parte dos seus frequentadores. Infelizmente o parque é considerado um dos logadouros mais perigosos do Centro da cidade devido o grande número de assaltos que ocorrem dentro dele.